# طريق مسيكة
الطريق المسيكة أو المختومة عبارة عن طريق أُغلق سطحه بشكل دائم باستخدام إحدى معالجات الرصف العديدة، والتي غالبًا ما تكون عبارة عن إنشاءات مركبة. في بعض البلدان، مثل أستراليا ونيوزيلندا، يُشار إلى هذا السطح عمومًا باسم "الختم" (بالإنجليزية: seal)‏.
تشمل المعالجات السطحية المستخدمة في الطرق المسيكة ما يلي:
- الأسفلت
- شيبسال
- طرماق  [لغات أخرى]‏
- البيتومين